# John Bonnycastle
John Bonnycastle   (Hardwick, 29 de desembre de 1751 - Woolwich, 15 de maig de 1821) fou un professor de matemàtiques britànic molt conegut a la seva època pels seus llibres de text.
Va anar a l'escola al seu poble natal, però de molt jove es va traslladar a Londres on va continuar estudiant en escoles particulars. En les primeres edicions dels seus llibres es descriu com a professor de matemàtiques (que devia exercir de forma privada). També va ser tutor dels fills del comte de Pomfret.
A començaments dels anys 80 va ser nomenat professor de la Reial Escola Militar d'Artilleria a Woolwich, molt prop de Londres, càrrec que exercir fins a la seva mort.
Va ser un autor molt prolífic i molt popular: el seu llibre Introduction to algebra, publicat per primera vegada a Londres el 1782, va arribar a editar-se fins a tretze vegades en vida de l'autor, i es va continuar editant durant la primera meitat del segle xix. Els seus llibres eren divulgatius, apropiats pel que avui anomenaríem ensenyament secundari.
El seu Introduction to Astronomy in Letters to his Pupil, editat per primer cop el 1786, es va tornar a editar augmentat el 1788, el 1811 i el 1822, divulgant les teories i descobriments de William Herschel. Aquest llibre va ser la font d'informació sobre astronomia de molts poetes de l'època, com Keats o Byron.
El llibre The Scholar's Guide to Arithmetic (1780) va ser editat arreu dels països de parla anglesa i força popular als Estats Units.
També va publicar una edició dels Elements d'Euclides amb notes (1789), un tractat de geometria plana i esfèrica (1806) un altre d'àlgebra en dos volums(1813).